# Сальвадора
Сальвадора (лат. Salvadora) — род цветковых растений семейства Сальвадоровые (лат. Salvadoraceae). Содержит около 18 видов.

## Ареал
Обитает на жарких, сухих территориях Среднего Востока.

## Ботаническое описание
Небольшое дерево до 7 м высотой, однако его ветви обычно спускаются вниз к земле, делая растение более похожим на кустарник, чем на дерево.

## Таксономия
Род назван в 1749 году французским ботаником Лораном Гарсеном (1683—1751) в честь испанского учёного Хуана Сальвадора и Боски (1598—1681), изучавшего флору окрестностей Барселоны.
- Salvadora angustifolia
- Salvadora australis
- Salvadora biflora
- Salvadora capitulata
- Salvadora crassinervia
- Salvadora cyclophylla
- Salvadora glabra
- Salvadora indica
- Salvadora koenigii
- Salvadora madurensis
- Salvadora oleoides
- Salvadora paniculata
- Salvadora persica — сальвадора персидская
- Salvadora stocksii
- Salvadora surinamensis
- Salvadora villosa
- Salvadora wightiana
- Salvadora wightii